# کارودژیخ
کارودژیخ (به لاتین: Karudzhikh) یک منطقهٔ مسکونی در جمهوری آذربایجان است که در جمهوری خودمختار نخجوان واقع شده‌است.